# SC Eitelborn
Der SC Eitelborn 1919 e. V. ist ein deutscher Fußballverein mit Sitz in der rheinland-pfälzischen Ortsgemeinde Eitelborn innerhalb der Verbandsgemeinde Montabaur im Westerwaldkreis.

## Geschichte

### Zeit in der Amateurliga Rheinland
Die erste Mannschaft stieg zur Saison 1956/57 in die drittklassige Amateurliga Rheinland auf, welche gerade in dieser Saison zweigleisig wurde. Eitelborn wurde dabei in die Staffel Ost eingeordnet und schaffte am Ende der Saison mit 17:27 Punkten über den zehnten Platz der Tabelle knapp den Klassenerhalt. In der darauffolgenden Saison musste man dann über den 9. Platz absteigen. Jedoch gelang dann zur Spielzeit 1959/60 der direkte Wiederaufstieg. Diesmal konnte man sich mit 24:28 Punkten sogar mit dem achten Tabellenplatz am Ende der Saison im Mittelfeld platzieren. In der nächsten Saison gelang dann sogar der vierte Platz. Danach ging es von der Platzierung her jedoch immer weiter nach unten. Nach der Saison 1962/63 wurde die Liga dann wieder eingleisig und die meisten Vereine mussten in die 2. Amateurliga absteigen. Zu diesen Vereinen gehörten auch die Eitelborner, welche mit 17:31 Punkten allerdings sowieso am Ende der Spielzeit nur auf dem 12. Platz standen.

### Heutige Zeit
In der Saison 2002/03 spielte der Verein innerhalb einer Spielgemeinschaft in der Bezirksliga Rheinland, musste aufgrund einer Strukturreform dann jedoch am Ende der Saison mit 28 Punkten über den 13. Platz in die Kreisliga A Koblenz absteigen. Nach der Saison 2008/09 musst die SG dann noch weiter in die Kreisliga B absteigen. Der Wiederaufstieg gelang hieraus dann am Ende der Spielzeit 2010/11 als Meister mit 68 Punkten. Erneut nach unten ging es dann wieder nach der Saison 2016/17, welche man mit 27 Punkten nur auf dem 13. Platz abschließen konnte. Erneut sollte es zwei Saisons bis zum Wiederaufstieg dauern, diesmal reichte auch der dritte Platz mit lediglich 48 Punkten dafür aus. Seitdem spielt die SG bis heute in der Kreisliga A.